# Jasuhiko Okudera
Jasuhiko Okudera (japonsko 奥寺 康彦), japonski nogometaš in trener, * 12. marec 1952.
Za japonsko reprezentanco je odigral 32 uradnih tekem.